# مرسدس آلوارز (سیاستمدار)
مرسدس "چدینگ"خو آلوارز-لنسنک یک سیاستمدار فیلیپینی می باشدکه به عنوان معاون رئیس مجلس نمایندگان فیلیپین کار می نمود و نماینده ناحیه ۶ سیاه پوست های غربی بود.

## اعضای خانواده
هرزه. آلوارز دختر معاون پیشین فرماندار جنارو آلوارز می باشد که خود نماینده پیشین ناحیه بود. درتاریخ ۶ اکتبر ۲۰۱۶، او با سرگرد درانرب "دران" لانسانگ از هنگ تکاور ۱ پیشاهنگ ارتش فیلیپین ازدواج کرد.

## به عنوان قانون گذار
آلوارز به عنوان عضو هیئت مدیره مجمع نماینده های پارلمان جوان از آسیا و اقیانوسیه در ژنو، سوئیس منصوب شد. وی همچنین نماینده فیلیپین در کنفرانس های اتحادیه میان پارلمانی در نیویورک و توکیو بود. وی بدون اعتراضی در انتخابات مردمی فیلیپین در سال ۲۰۱۶ منتخب شد .
در هفدهمین کنگره فیلیپین ، وی به عنوان قسمتی از ائتلاف چند حزبی به نام ائتلاف برای تغییر ، به عنوان جزوی از معاون های رئیس مجلس به رهبری پانتالئون آلوارز ، رئیس مجلس منتخب شد.
وی به دلیل عکس‌های شگفت آور و غریبش در جاده‌ای در جنوب نگروس، که در آخرین سخنرانی رئیس‌جمهور بنینو آکوینو سوم در ایالت ملی نشان داده شد، مشهور بود. هرزه. آلوارز مدافع سرسخت شیوه های گردشگری پایدار در "ناحیه چکس" می باشد که غیرمشدد شده شهرها و شهرهای ناحیه ۶ متشکل از کاوایان ، هینوبا-ان ، ایلوگ ، کاندونی ، کابانکلان و سیپالای است.